# 波爾圖鎮

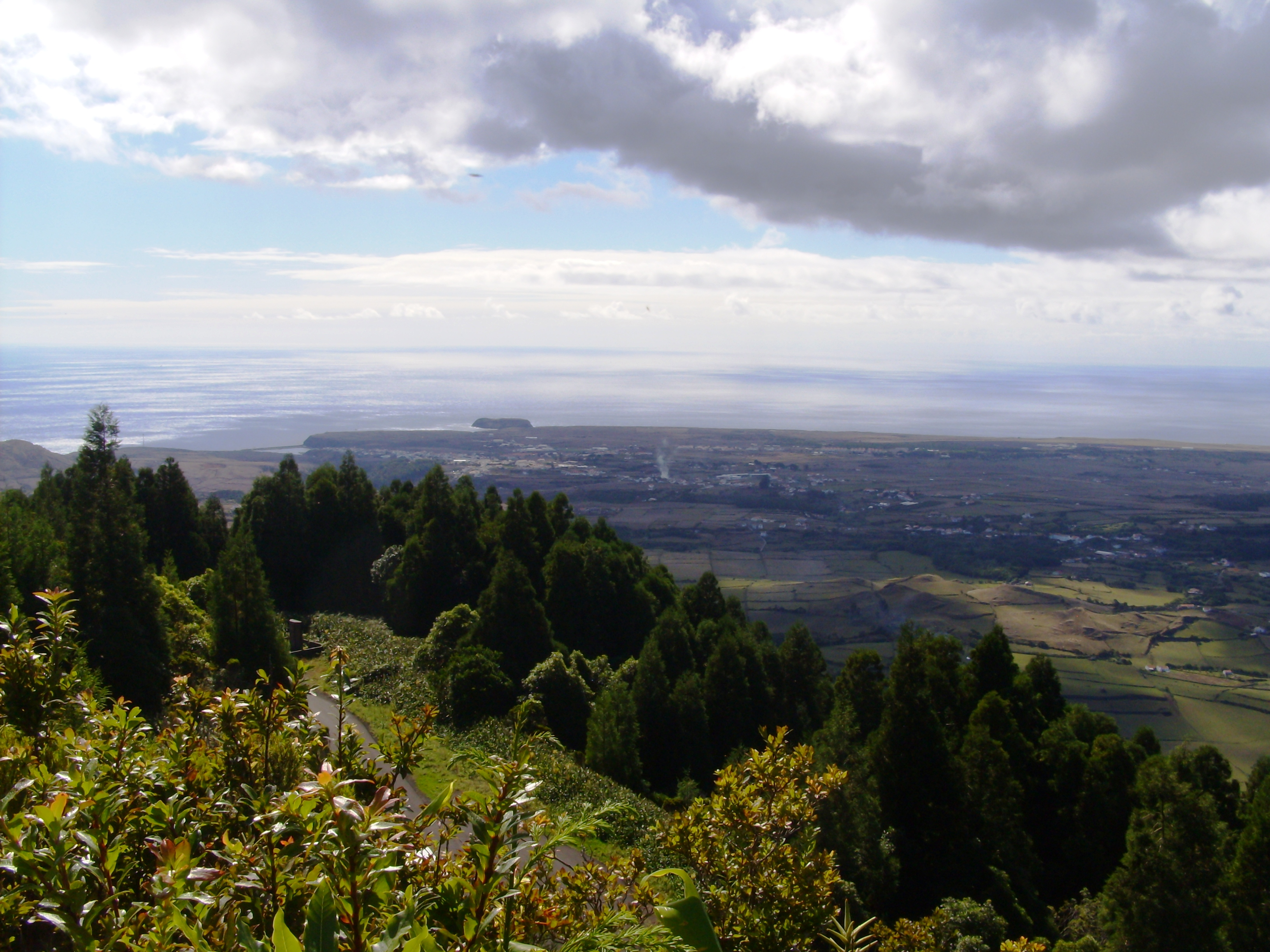

波爾圖鎮（葡萄牙語：Vila do Porto，葡萄牙語發音：[ˈvilɐ ðu ˈpoɾtu] ⓘ）是葡萄牙的市镇，位於亞速爾群島的聖瑪麗亞島，始建於1470年，面積97.18平方公里，海拔高度242米，2011年人口5,552，人口密度每平方公里57.13人。
36°58′19″N 25°5′54″W / 36.97194°N 25.09833°W